# Zemchtchina

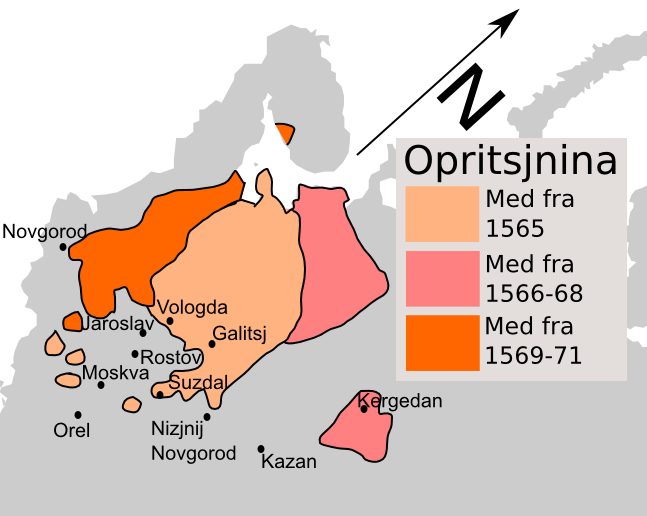
Opritchnina

La  zemchtchina (en russe : Земщина) est le pays commun, qui peut être défini comme le résultat qui suit la soustraction à l'Empire russe du domaine réservé appelé opritchnina. La division est décidée en 1565-1566 par Ivan le Terrible. Il exerce lui-même un pouvoir absolu sur l'opritchnina  alors que la zemchtchina est abandonnée à différents boyards. En 1572 les terres de la zemchtchina sont réunies à nouveau à l'opritchnina. Mais en 1575 la séparation réapparaît. En 1584, à la mort d'Ivan le terrible, cette division  disparaît tout à fait.